# New England Patriots 2010
La stagione 2010 dei New England Patriots è stata la 41ª della franchigia nella National Football League, la 51ª complessiva e l'11ª con Bill Belichick come capo-allenatore. La squadra terminò col miglior record della lega, 14-2, ma fu subito eliminata nel divisional round dei playoff dai New York Jets. Tom Brady fu premiato per la seconda volta in carriera come MVP della NFL.

## Scelte nel Draft 2010
| Giro | Scelta | Giocatore           | Ruolo            | College        |
| ---- | ------ | ------------------- | ---------------- | -------------- |
| 1    | 27     | Devin McCourty      | Cornerback       | Rutgers        |
| 2    | 42     | Rob Gronkowski      | Tight end        | Arizona        |
| 2    | 53     | Jermaine Cunningham | Linebacker       | Florida        |
| 2    | 62     | Brandon Spikes      | Linebacker       | Florida        |
| 3    | 90     | Taylor Price        | Wide receiver    | Ohio           |
| 4    | 113    | Aaron Hernandez     | Tight end        | Florida        |
| 5    | 150    | Zoltan Mesko        | Punter           | Michigan       |
| 6    | 205    | Ted Larsen          | Centro           | NC State       |
| 7    | 208    | Thomas Welch        | Offensive tackle | Vanderbilt     |
| 7    | 247    | Brandon Deaderick   | Defensive end    | Alabama        |
| 7    | 248    | Kade Weston         | Defensive tackle | Georgia        |
| 7    | 250    | Zac Robinson        | Quarterback      | Oklahoma State |

|  | Scelta compensatoria |

## Roster
| Roster dei New England Patriots nel 2010 |
| --- |
| Quarterback - 12 Tom Brady - 8 Brian Hoyer Running Back - 42 BenJarvus Green-Ellis - 34 Sammy Morris - 21 Fred Taylor - -- Danny Woodhead Wide Receiver - 11 Julian Edelman - 81 Randy Moss - 17 Taylor Price - 18 Matthew Slater - 19 Brandon Tate - 83 Wes Welker Tight End - 82 Alge Crumpler - 85 Aaron Hernandez - 87 Rob Gronkowski Offensive Linemen - 63 Dan Connolly OL - 77 Nick Kaczur T - 67 Dan Koppen C - 64 Mark LeVoir T - 72 Matt Light T - 65 Steve Maneri OL - 70 Logan Mankins G - 61 Stephen Neal G - 69 Quinn Ojinnaka OL - 76 Sebastian Vollmer OL - 62 Ryan Wendell G Defensive Linemen - 96 Jermaine Cunningham DE - 71 Brandon Deaderick DL - 74 Kyle Love DL - 91 Myron Pryor DT - 97 Ron Brace DT - 92 Gerard Warren DL - 75 Vince Wilfork DL - 99 Mike Wright DL Linebacker - 95 Tully Banta-Cain LB - 52 Dane Fletcher LB - 59 Gary Guyton LB - 51 Jerod Mayo LB - 50 Rob Ninkovich LB - 55 Brandon Spikes MLB - 58 Tracy White LB Defensive Back - 27 Kyle Arrington CB - 28 Darius Butler CB - 25 Patrick Chung SS - 32 Devin McCourty CB - 31 Brandon Meriweather S - 44 Jarrad Page S - 36 James Sanders S - 22 Terrence Wheatley CB - 24 Jonathan Wilhite CB Special Team - 3 Stephen Gostkowski K - 47 Jake Ingram LS - 14 Zoltan Mesko P Lista delle riserve - -- Tyree Barnes WR - -- Josh Barrett S - 23 Leigh Bodden CB - 33 Kevin Faulk RB - 44 Eric Kettani RB - 26 Bret Lockett DB - 30 Brandon McGowan S - 90 Darryl Richard DT - 94 Ty Warren DL - 16 Shun White WR Squadra di allenamento - 38 Sergio Brown DB - 86 Carson Butler TE - 29 Tony Carter CB - 98 Shawn Crable LB - 35 Javarris James RB - 10 Darnell Jenkins WR - 53 Tyrone McKenzie LB - 60 Rich Ohrnberger OL 53 attivi, 18 inattivi, 8 nella squadra di allenamento, 0 free agent |
| Legenda - I rookie sono in corsivo. - Il primo ruolo è il principale mentre gli eventuali successivi indicano i ruoli secondari. - (IR) sta per Injured Reserve ed indica la lista ristretta per un solo giocatore infortunato che può tornare ad allenarsi dopo la settimana 6 e a rientrare in prima squadra dopo che questa ha giocato 8 partite. - (NF-Inj.) / (NF-Ill.) stanno rispettivamente per Non-Football Injured e Non-Football Illness ed indicano le liste dove viene inserito un giocatore che ha un infortunio o una malattia non dipendente dal football americano. - (PUP) sta per Physically Unable to Perform ed indica la lista dove viene inserito un giocatore mentre è in attesa di recuperare la condizione fisica. Nella stagione regolare dopo la sesta partita giocata dalla propria squadra, il giocatore ha tempo tre settimane per riprendere ad allenarsi, più tre settimane aggiuntive dal suo rientro agli allenamenti per rientrare in prima squadra. |

## Calendario

### Stagione regolare
| Turno | Ora                | Data               | Avversario          | Risultato          | Record             | Stadio                   | TV                 | Recap              |
| ----- | ------------------ | ------------------ | ------------------- | ------------------ | ------------------ | ------------------------ | ------------------ | ------------------ |
| 1     | 1:00 pm EDT        | 12/9/2010          | Cincinnati Bengals  | V 38–24            | 1–0                | Gillette Stadium         | CBS                | Recap              |
| 2     | 4:15 pm EDT        | 19/9/2010          | New York Jets       | S 14–28            | 1–1                | New Meadowlands Stadium  | CBS                | Recap              |
| 3     | 1:00 pm EDT        | 26/9/2010          | Buffalo Bills       | V 38–30            | 2–1                | Gillette Stadium         | CBS                | Recap              |
| 4     | 8:30 pm EDT        | 4/10/2010          | Miami Dolphins      | V 41–14            | 3–1                | Sun Life Stadium         | ESPN               | Recap              |
| 5     | Settimana di pausa | Settimana di pausa | Settimana di pausa  | Settimana di pausa | Settimana di pausa | Settimana di pausa       | Settimana di pausa | Settimana di pausa |
| 6     | 1:00 pm EDT        | 17/10/2010         | Baltimore Ravens    | V 23–20 (DTS)      | 4–1                | Gillette Stadium         | CBS                | Recap              |
| 7     | 4:15 pm EDT        | 24/10/2010         | San Diego Chargers  | V 23–20            | 5–1                | Qualcomm Stadium         | CBS                | Recap              |
| 8     | 4:15 pm EDT        | 31/10/2010         | Minnesota Vikings   | V 28–18            | 6–1                | Gillette Stadium         | Fox                | Recap              |
| 9     | 1:00 pm EST        | 7/11/2010          | Cleveland Browns    | S 14–34            | 6–2                | Cleveland Browns Stadium | CBS                | Recap              |
| 10    | 8:20 pm EST        | 14/11/2010         | Pittsburgh Steelers | V 39–26            | 7–2                | Heinz Field              | NBC                | Recap              |
| 11    | 4:15 pm EST        | 21/11/2010         | Indianapolis Colts  | V 31–28            | 8–2                | Gillette Stadium         | CBS                | Recap              |
| 12    | 12:30 pm EST       | 25/11/2010         | Detroit Lions       | V 45–24            | 9–2                | Ford Field               | CBS                | Recap              |
| 13    | 8:30 pm EST        | 6/12/2010          | New York Jets       | V 45–3             | 10–2               | Gillette Stadium         | ESPN               | Recap              |
| 14    | 4:15 pm EST        | 12/12/2010         | Chicago Bears       | V 36–7             | 11–2               | Soldier Field            | CBS                | Recap              |
| 15    | 8:20 pm EST        | 19/12/2010         | Green Bay Packers   | V 31–27            | 12–2               | Gillette Stadium         | NBC                | Recap              |
| 16    | 1:00 pm EST        | 26/12/2010         | Buffalo Bills       | V 34–3             | 13–2               | Ralph Wilson Stadium     | CBS                | Recap              |
| 17    | 1:00 pm EST        | 2/1/2011           | Miami Dolphins      | V 38–7             | 14–2               | Gillette Stadium         | CBS                | Recap              |

### Playoff
| Turno      | Ora         | Data      | Avversario        | Risultato | Record | Stadio           | TV  | Recap |
| ---------- | ----------- | --------- | ----------------- | --------- | ------ | ---------------- | --- | ----- |
| Divisional | 4:30 pm EST | 16/1/2011 | New York Jets (6) | S 21–28   | 14-3   | Gillette Stadium | CBS | Recap |

## Premi
- Tom Brady:

MVP della NFL
giocatore offensivo dell'anno
- Bill Belichick:

allenatore dell'anno